# Symphonic Distribution
Symphonic Distribution es una compañía de distribución de música digital lanzada a finales del año 2006 por Jorge Brea, en Tampa, Florida. Symphonic Distribution ofrece música de sellos discográficos y músicos independientes a minoristas en línea como Spotify, iTunes, Apple Music, Napster, Deezer, Pandora, Amazon y Beatport.

## Historia y antecedentes
Symphonic Distribution tiene su sede en Tampa, Florida y fue fundada a finales del año 2006. Para 2010, Symphonic Distribution ganaba más de medio millón de dólares al año en ingresos para sus clientes. Generó 2,3 millones de dólares en ingresos en 2014, de los cuales unos 500.000 dólares fueron ganancias.
En 2016, Symphonic Distribution anunció una expansión a Nueva York con la intención de establecer nuevas relaciones para sus sellos distribuidos, artistas y marcas independientes. Además, tras el cierre de la empresa de distribución de Beatport, Baseware Distribution, Symphonic firmó más de 200 cuentas de distribución del difunto distribuidor.
En 2017, Symphonic Distribution recibió una inversión de capital de crecimiento de $4 millones de dólares De Ballast Point Ventures, una firma de capital privado con sede en Tampa. Después de la inversión, la empresa contrató a los exejecutivos de Orchard, Nick Gordon y Eshan Shah Jahan, como Director de Clientes y Gerente General y Jefe de Producto con sede en Nueva York, respectivamente.
La empresa siguió contratando personal clave durante 2017 y 2018. En 2018, la empresa contrató a Jakub Alexander como director de A&R y desarrollo de clientes. A Jakub, un veterano del sello independiente Ghostly International, se le atribuye haber firmado y desarrollado a los artistas nominados al Grammy Tycho, Com Truise y Shigeto. Además, Symphonic construye un sólido equipo de Marketing de Clientes, expandiendo sus enfoques de marketing en América Latina, Hip Hop, Pop y más. Jon Mizrachi también se incorporó como director sénior de licencias de sincronización después de pasar 12 años en Carlin America como director creativo de licencias de sincronización en cine, televisión y publicidad.
En abril de 2018, la compañía trasladó oficialmente la sede al centro de Tampa, Florida, donde comparte un edificio de oficinas con el histórico Teatro Tampa. Después de la medida, la compañía trabajó en colaboración con la Asociación Tampa Downtown para crear varias listas de reproducción de Spotify, cada una de las cuales incorpora experiencias únicas para el área de Tampa Bay y con artistas locales.
Otra ubicación se inauguró en 2018 con la apertura de la oficina de Symphonic en Nashville, encabezada por el vicepresidente de Desarrollo de Negocios, Randall Foster, quien anteriormente trabajó en Naxos y Anthem Entertainment, respectivamente. Symphonic ha seguido lanzando nuevas ubicaciones en Colombia, Brasil, África, México y otros países de todo el mundo, así como ciudades de todo Estados Unidos como Los Ángeles y Brooklyn, y ha seguido lanzando nuevas soluciones en las áreas de Gestión y Transferencia de Catálogos, SplitPay, Analytics y más. Además, Symphonic ha pagado más de 100 millones de dólares en regalías de artistas desde su creación. En enero de 2022, Symphonic anunció una inversión de 37 millones de dólares en una ronda de financiación de la Serie B dirigida por NewSpring y Ballast Point Ventures.
Servicios e hitos clave adicionales, incluidos los siguientes:

### Distribución de videos
En julio de 2014, Symphonic lanzó sus servicios de distribución de vídeo. En 2018, Symphonic se asoció con Vevo, lo que permitió a los artistas crear y cargar videos musicales en la plataforma.

### Adquisición de Houseplanet Distribución
En 2017, Houseplanet Distribution fue adquirida por Symphonic Distribution. Houseplanet Distribution, ubicada en Madrid, España, desde 2006, se enfoca en la distribución de música house.

### Licencias de sincronización
En febrero de 2019, Symphonic amplió sus servicios de distribución y sellos con una división de licencias de sincronización. Además de ser una agencia independiente de licencias de sincronización de servicio completo, Bodega servirá como el brazo de licencias de sincronización de Symphonic.

### Administración editorial
En marzo de 2019, Symphonic Distribution anunció una asociación para el Servicio de administración de publicaciones musicales. Songtrust es la solución tecnológica más grande del mundo para el servicio global de recaudación de regalías musicales y administración editorial.

## Asociaciones
En 2021, Symphonic Distribution, UnitedMasters y Horus Music se asociaron con la empresa de financiación musical beatBread para ofrecer a los clientes más acceso al capital. La tecnología chordCashAI de beatBread proporciona una experiencia avanzada automatizada para músicos independientes, al mismo tiempo que permite a los clientes elegir sus propios términos y conservar la propiedad de su música.